# Чешский рай
Чешский рай (чеш. Český ráj) — заповедник на северо-востоке Чехии, на среднем течении реки Йизера. «Сердцем» Чешского рая традиционно считается город Турнов.
Характерным для ландшафта являются «скальные города» из песчаника. С 1955 года часть региона охраняется как заповедник. Из-за особой геологической структуры регион в 2005 году был включен в сеть европейских геопарков.

## Памятники архитектуры
Символом Чешского рая является крепость Троски. Кроме неё на территории заповедника находятся замки Кост, Груба Скала, Вальдштейн, Грубый Рогозец и другие.

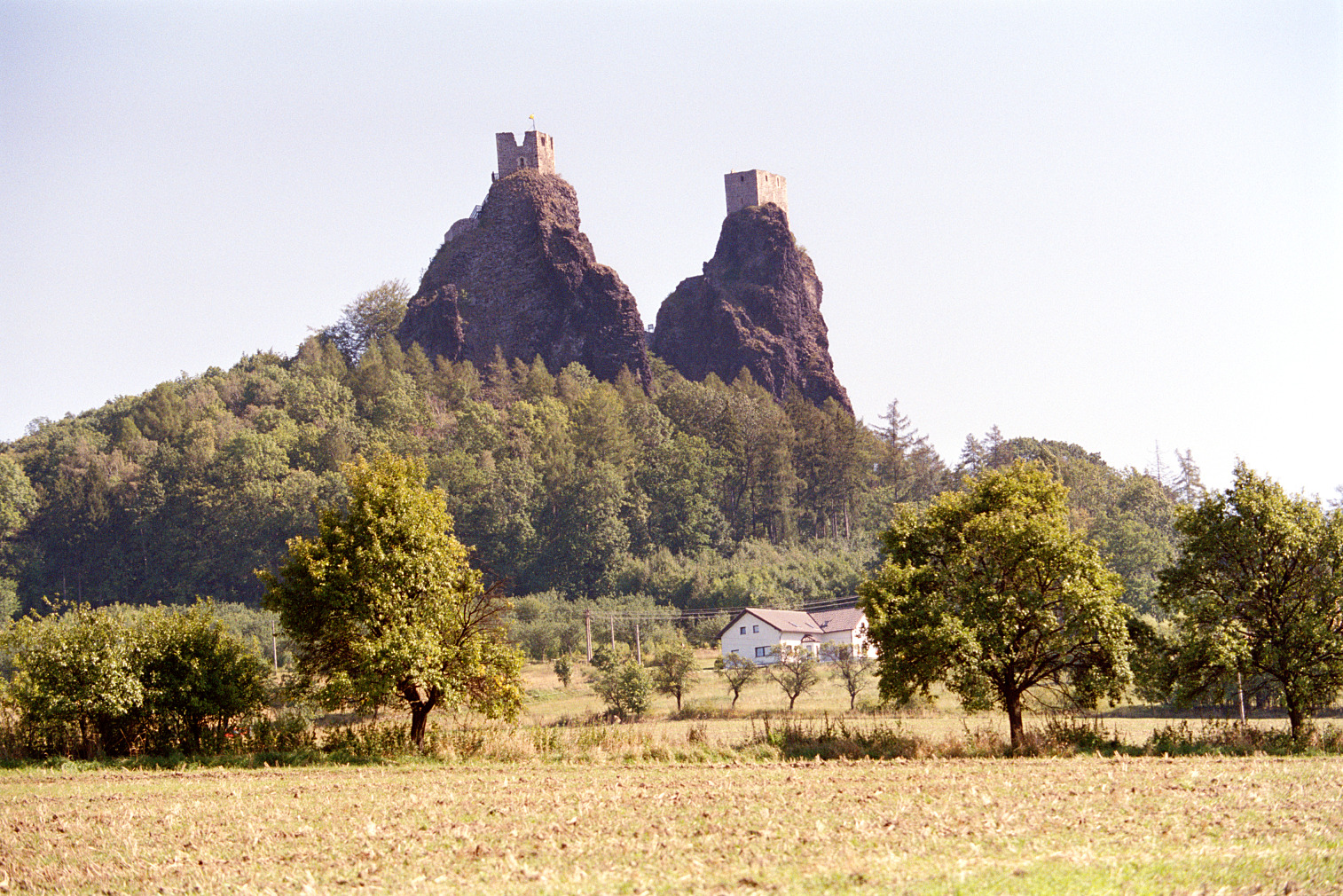
Крепость Троски, один из символов Чешского рая
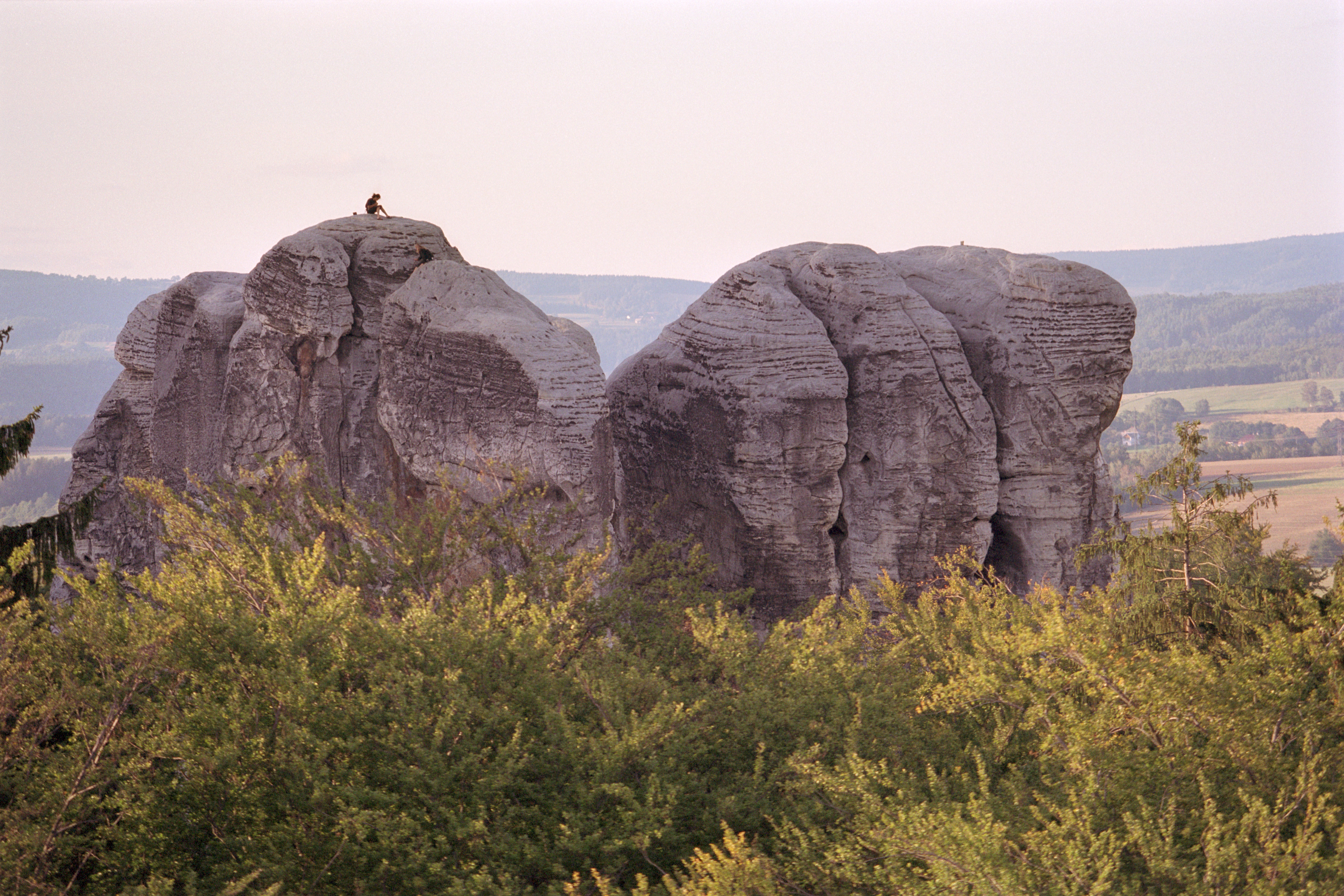
Скалы дракона и Hrubá Skála